# Phil X
Phil Theofilos Xenidis (en griego Θεόφιλος Ξενίδης, Toronto, Ontario, Canadá, 10 de marzo de 1966), conocido artísticamente como Phil X, es un guitarrista canadiense de ascendencia griega. Desde 2016 es el guitarrista oficial de Bon Jovi, en sustitución del miembro original Richie Sambora.

## Biografía
En 1982 formó la banda de heavy metal Sidinex (nombre escogido por él mismo, cuyo significado es su apellido al revés) con el cantante Todd Farhood, el bajista y el baterista Kevin Gingrinch de Scott Masterson. Hubo lanzamiento al mercado de solo un EP en 1985, Forever Young, antes de cambiar el nombre en Flip City en 1987, después de un corto tiempo en el mundo del rock la banda finalmente se disolvió.
Una oportunidad en la carrera de Xenidis llegó cuando en 1990 realizó una gira con Randy Coven, a quien conoció a través de Aldo Nova; en 1991, realizó una gira por los EE. UU. con Aldo Nova. De 1992 a 1993 actuó con Triumph, grabando el álbum Edge of Excess y posteriormente saliendo de gira con ellos.
Phil X es un guitarrista de estudio prolífico de preferencia con estilos musicales al Hard rock, Heavy metal, Rock alternativo, Rock melódico, Rock industrial. 
Ha participado en álbumes de Tommy Lee, Methods of Mayhem, Avril Lavigne, Kelly Clarkson, Orianthi, Rob Zombie, Chris Daughtry, Alice Cooper, Thousand Foot Krutch y muchos otros. Él escribió la canción "Tired" y también tocó la guitarra en Tommy Lee Tommyland: The Ride álbum. Phil ha aparecido con Tommy Lee y Bon Jovi en el conocido programa de televisión Ellen, y con Jay Leno en The Tonight Show. Phil X apareció en el "making of" de vídeo para la película Josie and the Pussycats. Él actuó como profesor de música y enseñó a los jóvenes actores para aparecer como si estuvieran tocando en realidad sus instrumentos.

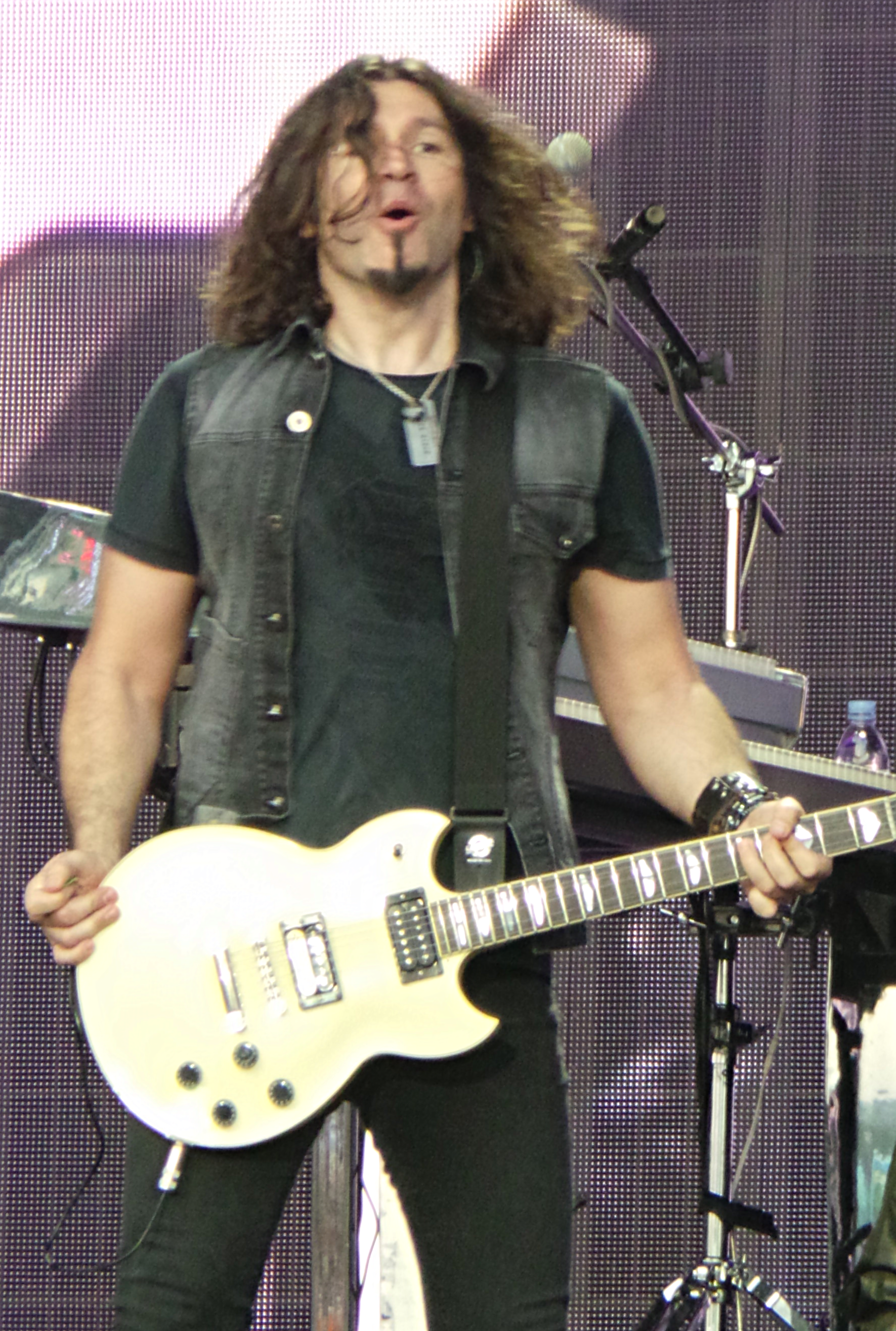
Phil X durante una actuación con Bon Jovi en 2013.

En 2011 Phil X sustituyó al guitarrista de Bon Jovi Richie Sambora, quien se perdió 13 conciertos tras de entrar en rehabilitación, e hizo lo mismo en 2013 cuando Sambora se retiró de la banda por motivos personales. Con Bon Jovi realizó el resto de la gira actuando en festivales como el Rock in Rio o en recintos como Hyde Park. Posteriormente Phil regresó a su banda.
En 2015, cuando se confirmó el siguiente nuevo álbum de Bon Jovi y la correspondiente gira mundial, se preguntó a Math Bongiovi, mánager de la banda, sobre la incorporación de un nuevo guitarrista tras la salida de Richie Sambora, a lo que Math respondió que no habría nuevo guitarrista oficial, sino que sería uno contratado el que se hiciese cargo de cubrir la vacante. Más tarde se confirmó que se seguirá contando con Phil X para los conciertos.
Desde junio del 2016 es considerado el guitarrista oficial de la banda Bon Jovi luego de la partida de su anterior guitarrista Richie Sambora en el 2013, quien afirmó que no regresaría más a la banda.